# Most Xihoumen
Most Xihoumen (poenostavljena kitajščina: 西 堠 门 大桥; tradicionalno kitajsko: 西 堠 門 大橋) je viseči most zgrajen v arhipelagu Zhoushan, ki je največji offshore otok skupine na Kitajskem. Glavni razpon je bil končan decembra 2007.  Celoten most, skupaj z mostom Jintang, je bil odprt za promet na podlagi preizkusov dne 25. decembra 2009.  To je drugi najdaljši viseči most razvrščeni glede na dolžino glavnega razpona. Datum odprtja se je zamaknil zaradi trčenja ladij 16. novembra 2009, kar je nekoliko poškodovalo ob strani most Jintang

Povezava 5.3 kilometra dolgega visečega mostu ima 2,6-kilometra dolg glavni most z osrednjim razponom 1650 metrov. Pristopovje skupaj 2,7 kilometra. Ko je bil odprt, je bil samo en most z večjim razponom, most Akaši-Kaikjo na Japonskem. Načrtujejo ali gradijo pa še večje.
Most je bil zgrajen v provinci Zhejiang, in je stal 2.48 mrd juanov (približno US $ 363.000.000). Gradnja se je začela leta 2005, prvi promet je prečkal most 25. decembra 2009 ob 11:58 po lokalnem času.
Xihoumen Bridge povezuje otoka Jintang in Cezi. Še en most, 27 kilometrov dolg most s poševnimi zategami most Jintang povezuje otok Jintang in Zhenhai Ningbo. Dva mostova so druga faza ogromnega projekta, ki se je začel leta 1999 in bo povezal arhipelag Zhoushan s kopnim s petimi mostovi. Gradnja drugih treh mostov je bila že zaključena.

## Opis
Izbira visečega mostu dolgega razpona je bila dosežena, da bi se izognili gradnji temeljev v globoki vodi. Potreba je bila 49,5 m višina za prehod ladij in nepodprta prehodna odprtina večja od 1500 m.

### Glavni razpon
Glavni razpon je moral zadovoljiti hidrološkim in geološkim pogojem. Preučevali so tri variante 1650 m, 1520 m in 1312 m. Stroški teh treh rešitev so bili zelo blizu, a izbrana rešitev je bila 1650 m glede na lokacijo južnega pilona, težavnost gradnje temeljev, stroške inženiringa in časa gradnje. Ta projekt je bil preprosto pogojen z zmožnostjo zgraditi pilon na južnem bregu.

### Piloni
Višina pilonov, ki podpirajo nosilne kable je 211,3 m. To je nekoliko višje kot pri drugem mostu čez reko Jangce Nanjing (195,4 m), vendar precej nižje od pilonov pri mostu Great Belt na Danskem (254 m) in mostu Sutong na Kitajskem (297,7 m). 
Ti piloni so vezani in ojačani z mostiči in so iz prednapetih betonskih okvirjev.
Južni pilon je spoj med glavnim razponom in južno obalo. Ima tri prečnike, enega pod voziščno konstrukcijo.

### Nosilni kabli in vešalke
Glavni kabel sestoji iz jekla področji 169 in ima premer 855 mm. Vsak sklop je narejena iz 127 jeklenih žic premera 5,35 mm.
Vešalke so narejene iz visoko kakovostnega jekla s standardnim razmikom 18 m. Ta razdalja je na nekaterih mestih drugačna, 50 m blizu masivnega severnega sidrišča, 48 m ob severnem pilonu in 24 m blizu južnega pilona.